# Österreich im KSZE-Prozess

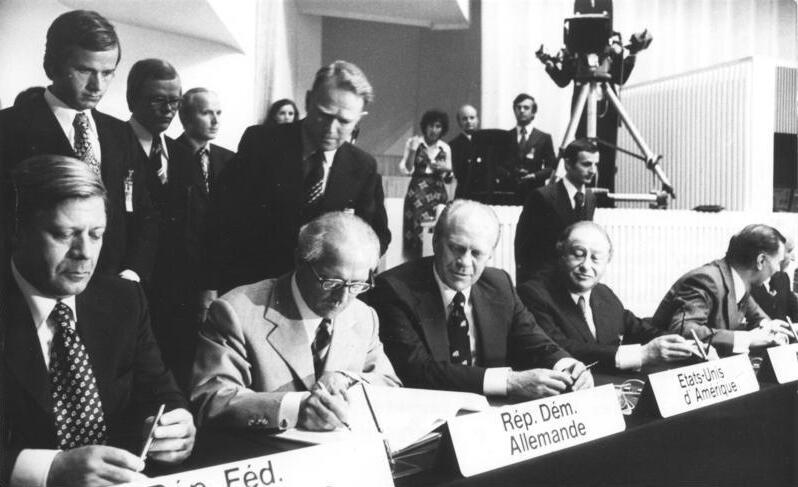
Schlussakte von Helsinki (KSZE-Prozess)

Der KSZE-Prozess bezeichnet eine Folge von blockübergreifenden Konferenzen in Europa, welcher 1973 mit einer Konferenz in Helsinki begann. Unter den 35 Teilnehmerstaaten war auch Österreich vertreten. Es war Teil der neutralen Staaten und nahm eine Vermittlerrolle zwischen Ost und West ein.

## N+N-Staaten
Die neutralen und nicht-paktgebundenen Staaten (N+N) bestanden aus den vier neutralen (Finnland, Österreich, Schweden, Schweiz) und den blockfreien Mitgliedsstaaten (Jugoslawien, Malta, Zypern und die bündnisfreien Zwergstaaten Liechtenstein und San Marino). Die sogenannten N+N-Staaten positionierten sich bei den Verhandlungen über die KSZE-Schlussakte als Vermittler zwischen Ost und West und versuchten dadurch, zu einem erfolgreichen Konferenzverlauf beizutragen.
In den 1950er-Jahren hatten Schweden und die Schweiz noch kein großes Bedürfnis, zwischen den Blöcken vermittelnd tätig zu sein. Grund dafür war, dass beide Staaten nicht am Zweiten Weltkrieg beteiligt waren und daher kein Interesse an einer Sicherheitskonferenz in Europa hatten, wie sie von der Sowjetunion vorgeschlagen wurde. Anders war die Lage in Finnland und Österreich. Diese beiden Länder waren maßgeblich in den Zweiten Weltkrieg involviert gewesen und hatten eine bessere Beziehung zur Sowjetunion, was unter anderem an der geografischen Lage beziehungsweise an der gemeinsamen Geschichte klar erkennbar ist. Dadurch waren sie prädestiniert, eine entscheidende Rolle als Vermittler einzunehmen. Ihnen gelang es im KSZE-Prozess ab den 1970er-Jahren zeitweise, eine wichtige bzw. sogar dominierende Rolle in den Verhandlungen einzunehmen. Allerdings stießen sie auch immer wieder an sie Grenzen des Einflusses, was man beim Belgrader Folgetreffen sah. Grund dafür war aber nicht die mangelnde Unterstützung westlicher Forderungen von Seiten der N+N-Staaten, sondern fehlende Kompromissbereitschaft zwischen West und Ost.

## KSZE-Schlussakte
Vorbereitung
Österreich entwickelte sich im Rahmen der KSZE von einem zuerst zurückhaltenden Akteur beim Vortreffen in Dipoli zu einem aktiven Vermittler, der sich besonders für die Angelegenheiten des sogenannten Dritten Korbes engagierte. Diese klare Haltung hat Außenminister Rudolf Kirchschläger in seiner Rede auf dem KSZE-Außenministertreffen in Helsinki 1973 betont. Bei den Verhandlungen in Genf von September 1973 bis zur Sommerpause 1974 spielten Österreich und die anderen N+N eine herausragende Rolle bei der Koordinierung der informellen Verhandlungen über die vier Unterkapitel von Korb III. Diese Vermittlerrolle war wegweisend für das weitere Auftreten Österreichs in der KSZE.
KSZE-Gipfeltreffen Helsinki
Vom 30. Juli bis 1. August 1975 fand das KSZE-Gipfeltreffen in Helsinki statt, das die zweieinhalb Jahre andauernden Verhandlungen abschloss und mit der feierlichen Unterzeichnung der KSZE-Schlussakte beendete. Neben Bundeskanzler Bruno Kreisky waren unter anderem Erich Bielka, Ludwig Steiner und Helmut Liedermann Teil der österreichischen Delegation. Für Österreich selbst war vor allem das Treffen Kreiskys mit dem jugoslawischen Staatspräsident Josip Broz Tito und dem tschechoslowakischen Staatspräsident Gustáv Husák bedeutend. Kreisky befasste sich in seiner Rede am 31. Juli 1975 mit drei Fragenkomplexen: Erstens versuchte er, die KSZE in einen größeren Bedeutungszusammenhang einzuordnen. Zweitens sprach er Probleme an, denen sich die multilaterale Zusammenarbeit in Zukunft stellen sollte. Drittens setzte er sich mit der KSZE als ideologischem Wettstreit auseinander.

## KSZE-Folgekonferenzen
Belgrader Folgekonferenz
Die erste Folgekonferenz des KSZE-Prozesses fand am 4. Oktober 1977 in Belgrad statt und dauerte bis zum 9. März 1979. Man setzte sich zum Ziel, zu überprüfen, inwiefern die Beschlüsse von Helsinki von den 35 Teilnehmerstaaten eingehalten worden waren. Österreichs Botschafter Liedermann betonte den extensiven Meinungsaustausch und die Bereitschaft aller Teilnehmer zu weiterführenden und offenen Gesprächen als positiven Fortschritt. Allerdings bedauerte er gleichzeitig die mangelnde Bereitschaft mancher Teilnehmer, die Schlussakte im Gesamten zu befolgen. Besonders die Spannung zwischen dem Osten und dem Westen, speziell zwischen den USA und der Sowjetunion, sorgten für eine negative Stimmung bei der Konferenz in Belgrad. Die Sowjetunion übte scharfe Kritik an den USA. Beispielsweise sprach sie sich gegen die psychologische Kriegsführung der Vereinigten Staaten aus. Gleichzeitig wurde der Sowjetunion von den restlichen Teilnehmerstaaten ein Verstoß gegen die Menschenrechte vorgeworfen.
Madrider Folgekonferenz
Die Madrider Folgekonferenz ist die zweite der Folgekonferenzen und fand vom 11. November 1980 bis zum 9. September 1983 statt. Österreich schlug unter anderem eine Energieinitiative vor, durch die die Teilnehmerstaaten enger zusammenarbeiten sollten. Diese Initiative sah eine Verbesserung des Austausches wichtiger Energieinformationen sowie die Überprüfung der Möglichkeiten für eine Erweiterung des Handels vor. Des Weiteren sollten die Gas-, Elektrizitäts- und Erdölnetze der Teilnehmerstaaten miteinander verbunden werden. Die N+N-Staaten schlugen außerdem Maßnahmen zur Vertrauensbildung vor, welche die Stabilität und Sicherheit in Europa erhöhen sollten. So sollte beispielsweise die Anzahl der militärischen Truppen verringert werden.
Konferenz über Vertrauensbildung und Abrüstung in Europa (KVAE) in Stockholm
Die KVAE begann am 19. Jänner 1984 in Stockholm. Alle 35 Teilnehmerstaaten der KSZE waren bei der Konferenz vertreten. Die N+N-Staaten unterbreiteten den anderen Teilnehmerstaaten das SC.3 Dokument. In diesem werden Vertrauens- und Sicherheitsbildende Maßnahmen (VSBM) diskutiert, welche auch militärische Beschränkungen einbeziehen. Eine Schlüsselfrage der KVAE wurde die Wiederbekräftigung des Gewaltverzichtsverbots. Die N+N-Staaten wurden im Zuge der Konferenz als Koordinatoren für fünf verschiedene Arbeitsgruppen eingesetzt. Österreich, das an der Ausarbeitung des SC.3 Dokuments beteiligt war, übernahm daher die Gruppe, welche sich für den Gewaltverzicht starkmachen sollte.
Wiener Folgekonferenz
Die dritte Folgekonferenz wurde vom November 1986 bis zum Jänner 1989 in Wien abgehalten. Wichtige Beschlüsse in den Bereichen Sicherheit, humanitäre Zusammenarbeit und die Mittelmeerraumfrage wurden, wie auch schon in den vorherigen Konferenzen, besprochen. Zum Thema Sicherheit wurden 27 Prinzipien formuliert, welche weitere Bemühungen darstellen, die Zusammenarbeit der Teilnehmer in Hinsicht auf die allgemeine Sicherheit zu stärken. Auch wurde großer Wert auf die allgemeine Abrüstungspolitik, vor allem in Europa, gelegt und man bemühte sich um eine zukünftige Entspannungspolitik. Technische, wirtschaftliche und umweltzentrierte Beschlüsse bildeten den inhaltlichen Kern des Wiener Treffens.
Gipfeltreffen von Paris 1990
Infolge der Revolutionen des Jahres 1989 in Ost- und Zentraleuropa wurde die jahrzehntelange Zweiteilung Europas überwunden. Um die komplette Auflösung der Teilung Europas zu gewährleisten und den neu geschaffenen Demokratien ein Zusammenwachsen mit dem Rest Europas zu garantieren, waren neue Strukturen vonnöten. Eine Möglichkeit solche Umstrukturierungen zu schaffen, fand sich im Zuge des KSZE-Prozesses. Die KSZE sollte von nun an den Rahmen für eine politische Neuordnung Europas bieten. Die Grundwerte, die nun alle KSZE-Staaten vertraten, waren insbesondere Demokratie, Rechtsstaatlichkeit, Grundfreiheit und Achtung der Menschenrechte. Österreich und zahlreiche weitere Staaten unterstützten den Vorschlag zur Einberufung einer Gipfelkonferenz, den die Sowjetunion gemacht hatte.
Nach Auflösung des klassischen Ost-West-Gegensatzes verloren die N+N-Staaten ihre bisherige Vermittlerrolle, während es der österreichischen Delegation durch eine engagierte Mitarbeit gelang, in allen wichtigen Entscheidungsprozessen eingebunden zu bleiben. Dabei war der österreichische Delegationsleiter Martin Vukovich in seiner Funktion als Generalkoordinator maßgeblich an der finalen Fassung der Charta von Paris für ein neues Europa beteiligt, welche im Rahmen des Pariser Gipfeltreffens 1990 verabschiedet wurde. Neben den Festlegungen der grundlegenden politischen Veränderungen in Europa im ersten Teil der Charta und den Richtlinien für die zukünftige KSZE-Arbeit im zweiten Kapitel wurden im dritten Teil permanente Strukturen und Institutionen beschlossen. Dabei wurde Wien als Standort für das neugeschaffene Konfliktverhütungszentrum ausgewählt.
Gipfeltreffen von Helsinki 1992
In dieser Konferenz ging es darum, die Demokratie als Konfliktlösung vorzuschlagen und auch die übrigen teilnehmenden Staaten dafür zu gewinnen. Ein wichtiger Punkt des Gipfeltreffens war, die Teilnehmerstaaten dazu zu bringen, dass die theoretisch aufgelistete menschliche Dimension, Menschenrechte eingeschlossen, in den Staaten zu verwirklichen. Des Weiteren sollten nach dem Gipfeltreffen die Bemühungen um die Festigung militärischer Sicherheit in Europa fortgesetzt werden. Hierfür wurde ein Forum für Sicherheitskooperation in Wien eingerichtet.
Budapester Folgekonferenz
Die letzte der KSZE Folgekonferenzen fand von 5. bis 6. Dezember 1994 in Budapest statt. 1995 wurde die KSZE durch die OSZE ersetzt. Die Konferenz in Budapest stellte eine Möglichkeit dar, die fast dreißigjährigen Bemühungen der Teilnehmerstaaten um globale Sicherheit und Kooperation nochmals zu reflektieren und dabei auch einen Blick in die Zukunft zu werfen. Besprochen wurden unter anderem der erfolgreiche Rückzug ausländischer Truppen aus baltischen Regionen im Jahr 1990. Der KSZE wurde unter anderem mehr Macht in den Bereichen der Konfliktlösung, Krisenbewältigung und Rüstungskontrolle zugesprochen. Zudem lobte man die Waffenruhe im sowjetisch-armenischen Konflikt von 1994. Unterstützung wurde der georgischen Regierung zugesprochen, welche sich um die eigene Unabhängigkeit bemühte. Der allgemeine Verhaltenskodex für jegliche internationale Transgressionen und Kooperationen wurde weiter ausgearbeitet, speziell die Schwerpunkte Waffenhandel und internationale Krisenfälle sowie der Austausch militärischer Informationen. Verschärfte Restriktionen wurden auch im Umgang mit Massenvernichtungswaffen und deren Verbreitung beschlossen. Zuletzt bemühte man sich unter anderem, humanitäre Fragen, wie Todesstrafe, Folter, Minderheitenschutz und Migration detaillierter zu behandeln.